# Fred MacMurray

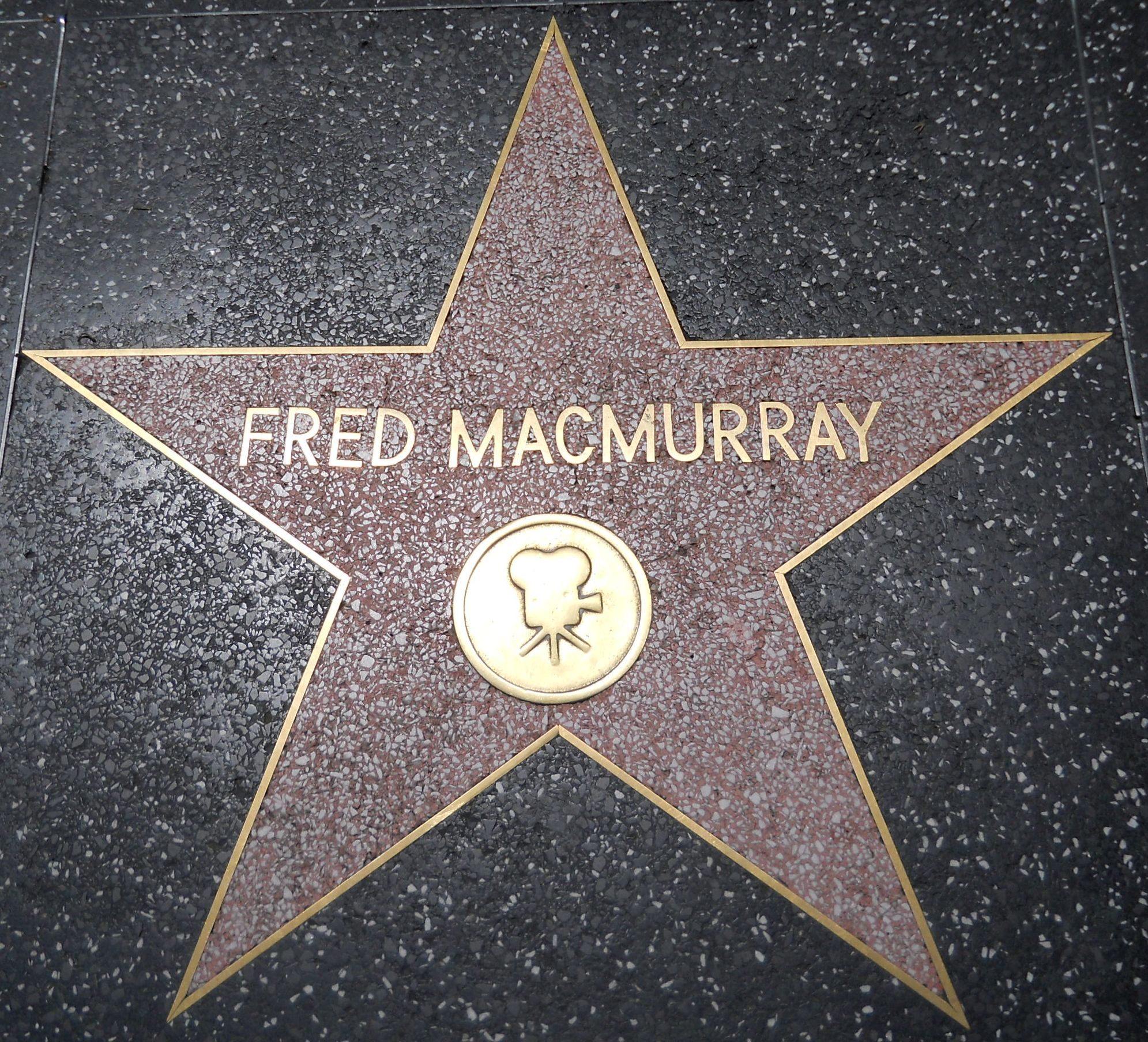
Steaua lui Fred MacMurray de pe Walf of Fame

Fred MacMurray  (Fredrick Martin MacMurray; n. 30 august 1908, Kankakee, Illinois - d. 5 noiembrie 1991, Santa Monica, California) a fost un actor american de film.

## Filmografie selectivă
- 1944 Asigurare de moarte (Double Indemnity), regia: Billy Wilder
- 1954 Revolta de pe Caine (The Caine Mutiny)
- 1960 Apartamentul ( The Apartment), regia: Billy Wilder
- 1961 Profesorul distrat (The Absent Minded Professor), regia: Robert Stevenson
- 1979 Vestul sălbatic (The Wild West), regia Laurence Joachim